# Pol del Renaixement Comunista a França
El Pol del Renaixement Comunista a França (PRCF) (Pôle de renaissance communiste en France en francès) és un moviment marxista-leninista, fundat al gener de 2004. Va ser una tendència interna del Partit Comunista Francès (PCF) que va abandonar el partit, rebutjant els canvis ideològics a principis dels anys noranta. Partit membre de la Iniciativa de Partits Comunistes i Obrers.
Considerat un punt de trobada pels comunistes francesos, no es defineix com a Partit sinó com una agrupació de comunistes revolucionaris. Com a tal, permet la doble militància. Per tant, alguns dels seus membres són, per exemple, també membres del PCF.
El seu president és l'antic membre de la resistència Léon Landini i el seu secretari nacional és el filòsof Georges Gastaud. Georges Hage, ex-degà de l'Assemblea Nacional, va ser el seu president honorari fins a la seva mort en 2015.

## Història

### Del PCF a la creació del Pol
El Pol va sorgir de les organitzacions, grups i activistes que s'oposaven als canvis ideològics en el PCF durant la dècada de 1990. Entre les divergències polítiques hi havia l'oposició a l'eurocomunisme imperant al Partit, l'abandonament del centralisme democràtic o la qüestió de la construcció europea, ja que mentre els sectors que van crear el Pol demanaven una oposició frontal i la sortida de la Unió Europea, el PCF va abandonar la posició de sortida de Maastricht per a participar en el govern socialista a principis de 2000.
Un dels primers moviments d'oposició al canvi ideològic va sorgir el 1991, amb la creació de la Coordinació Comunista per la Continuïtat Revolucionària i el Renaixement Leninista del PCF (CC/PCF), nascuda entorn de personalitats com Georges Gastaud, Désiré Marles i el diputat del PCF Rémy Auchedé.
Durant el XXIX Congrés del PCF l'oposició comunista es va mobilitzar, en particular entorn de la crida "Volem continuar sent comunistes" recolzada per 600 personalitats del PCF entorn del diputat Rémy Auchedé, Georges Gastaud i Henri Alleg de la Coordinació Comunista, i Jean Jacques Karman. En particular, van qüestionar la participació del Partit al govern del Partit Socialista, així com la negativa de la direcció a condemnar el Tractat de Maastricht. Van anunciar un segon text que s'oposava al lideratge del PCF en el congrés. El periòdic L'Humanité es va negar a publicar-los.
Al 1996 van aparèixer més grups opositors, entre ells "l'Esquerra Comunista" de Jean-Jacques Karman, els "Comunistes de la Crida del 41 (Loir-et-Cher)" de Thérèse Hirzsberg o la "Crida del 500" de Rolande Perlican, Henri Martin i Maurice Lassalle. El 14 de febrer de 1999 es va celebrar una reunió de diversos d'aquests grups en els "Estats Generals dels Comunistes", per iniciativa de la Coordinació Comunista. Fruit d'aquesta, es va produir una unificació dels diferents grups liderada per Georges Hages, Georges Gastaud i Henri Alleg amb l'objectiu de portar un text alternatiu al 30è Congrés del PCF.
Va ser el XXX Congrés del PCF en la ciutat occitana de Lo Martegue al 2000 el que va marcar la ruptura definitiva amb el Partit. Mentre que "l'Esquerra Comunista" va romandre dins del Partit, el van abandonar Rolande Perlican per a fundar Comunistes, la Coordinació Comunista va passar a ser la "Coordinació Comunista per a la Reconstrucció del Partit Comunista Revolucionari" (que es convertiria en la URCF, posteriorment el Partit Comunista Revolucionari de França), mentre que uns altres -entorn de Georges Gastaud, Henri Alleg i Vincent Flament- que volien trobar una solució intermèdia, creen la "Federació Nacional d'Associacions per al Renaixement Comunista" (FNARC). Aquest grup va treballar llavors per la unitat dels comunistes i va estar en l'origen del Pol que es va formar finalment durant la Convenció Nacional per al Renaixement Comunista del 17 i 18 de gener de 2004, a París.

### Trajectòria
Des de la seva creació, ha compaginat tant l'oposició interna dins del PCF com activitats pròpies. A nivell electoral, el PRCF ha impulsat l'oposició a la Unió Europea mitjançant «l'abstenció ciutadana» a les eleccions europees, i al 2005 va demanar un "No" al referèndum francès sobre el tractat que estableix una constitució per a Europa. El 2015, el PRCF va liderar una campanya de peticions per a un referèndum sobre la sortida de la UE i l'OTAN. La petició la va presentar Pierre Pranchere, lluitador de la resistència, antic eurodiputat i vicepresident del PRCF.
Així mateix, al llarg dels anys han presentat candidats propis tant a les eleccions legislatives com a les eleccions municipals, amb resultats desiguals. Pel que fa a les presidencials, al 2007 van donar suport a Géred Schivardi, candidat del trotskista Partit dels Treballadors, i deu anys més tard, al 2017, van demanar el vot per Jean-Luc Mélenchon (La France insoumise). Finalment, al 2021 van optar per presentar Fadi Kassem a les eleccions presidencials franceses de 2022, fent campanya per la sobirania i un "Frexit progressista", però la candidatura va ser finalment abandonada, deixant als seus membres llibertat per donar suport a les candidatures de Roussel (PCF) i Melenchon (LFI).